# FASat–C
FASat–C (Fuerza Aérea Satélite) chilei földmegfigyelő miniműhold.

## Jellemzői
Földmegfigyelés (SSOT– Sistema Satelital para la Observación de la Tierra) nemzetközi együttműködés keretében. Polgári feladata elősegíteni a gazdasági (földtani szerkezet), katasztrófavédelmi, mezőgazdasági (belvíz, hóállapot, jég), halászati tevékenységet, katonai alkalmazásként térképészeti (határőrizet) adatszolgáltatás. A rendszer több mint 150 alkalmazási területet fog át.

## Küldetés
Építette az EADS Astrium (francia), együttműködve a Centre National d' Etudes Spatiales (CNES) vállalattal. Üzemeltette a chilei Honvédelmi Minisztérium. Társműholdjai: ELISA–W11; ELISA–E24; ELISA–W23; ELISA–E12; Pléiades HR1 (franciák).
Megnevezései: FASat–Charlie; COSPAR: 2011-076E; SATCAT kódja: 38011.
2011. december 16-án a Guyana Űrközpontból egy Szojuz–2 (ST-A/Fregat-MT) hordozórakétával állították alacsony Föld körüli pályára (LEO = Low-Earth Orbit). Az orbitális pályája 96,86 perces, 97.99° hajlásszögű, geocentikus pálya perigeuma 601 kilométer, az apogeuma 620 kilométer volt.
Az űreszköz teste szilícium–karbid anyagból készült. Tömege 116 kilogramm. Sebessége 7,5 mérföld másodpercenként. Szolgálati idejét 5 évre tervezték. Az űreszközhöz napelemeket rögzítettek (160 W), éjszakai (földárnyék) energia ellátását újratölthető kémiai akkumulátorok biztosították.
A kamerák képfelbontása: a pankromatikus 1,5; a multispektrális 5,8 méter, 5 naponként ugyan azon földfelület felett jelenik meg. Naponta 100 képet biztosít.